# Zongyingzhen (ort i Kina, Shaanxi, lat 33,16, long 106,98)
Zongyingzhen är en ort i Kina. Den ligger i provinsen Shaanxi, i den nordvästra delen av landet, omkring 220 kilometer sydväst om provinshuvudstaden Xi'an. Antalet invånare är 24 909. Befolkningen består av 12 274 kvinnor och 12 635 män. Barn under 15 år utgör 13,0 %, vuxna 15-64 år 75 %, och äldre över 65 år 11,0 %.
Runt Zongyingzhen är det tätbefolkat, med 982 invånare per kvadratkilometer. Närmaste större samhälle är Hanzhongshi, 10,2 km söder om Zongyingzhen. Trakten runt Zongyingzhen består till största delen av jordbruksmark.
Genomsnittlig årsnederbörd är 1 044 millimeter. Den regnigaste månaden är juli, med i genomsnitt 226 mm nederbörd, och den torraste är december, med 2 mm nederbörd.